# Phoradendron quascanum
Phoradendron quascanum là một loài thực vật có hoa trong họ Santalaceae. Loài này được Trel. miêu tả khoa học đầu tiên.